# Lekkoatletyka na Letnich Igrzyskach Olimpijskich 1988 – bieg na 800 m kobiet
Bieg na 800 metrów kobiet podczas XXIV Letnich Igrzysk Olimpijskich w Seulu rozegrano 24 (eliminacje), 25 (półfinały) i 26 września 1988 (finał) na Stadionie Olimpijskim. Zwyciężczynią została reprezentantka Niemieckiej Republiki Demokratycznej Sigrun Wodars.

## Rekordy

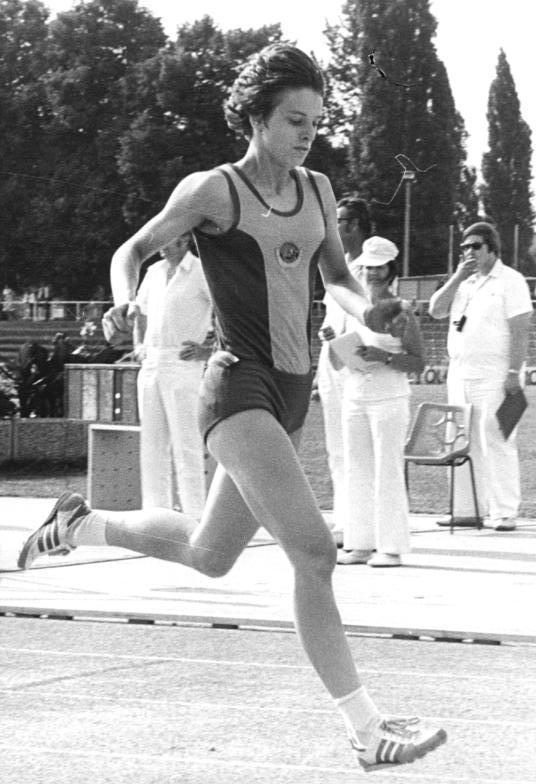
Sigrun Wodars

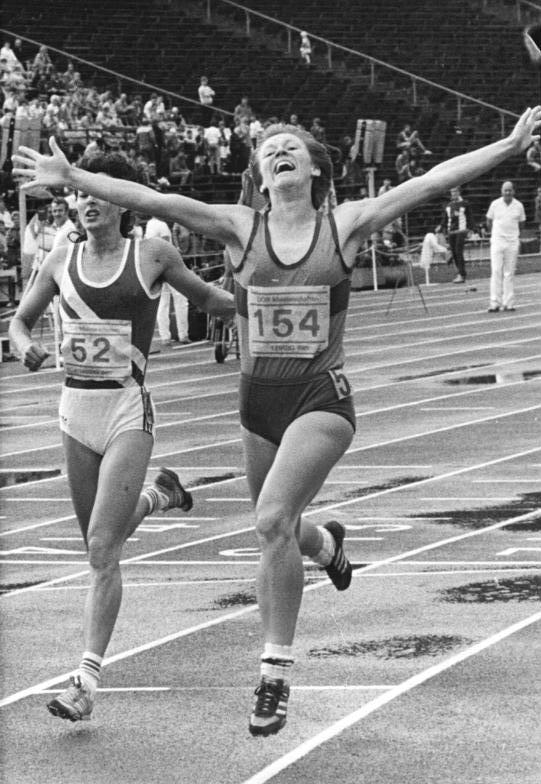
Christine Wachtel

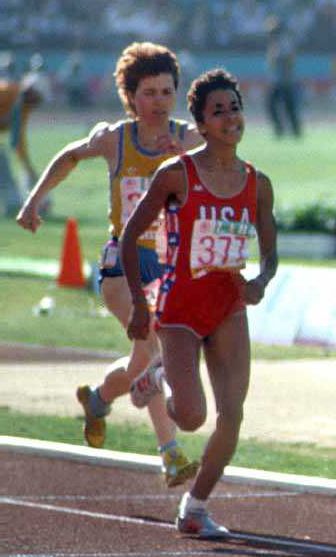
Kim Gallagher (z przodu)

|                   | Zawodniczka           | Narodowość     | Czas    | Data               | Miejsce   |
| ----------------- | --------------------- | -------------- | ------- | ------------------ | --------- |
| Rekord świata     | Jarmila Kratochvílová | Czechosłowacja | 1:53,28 | 26 lipca 1983(dts) | Monachium |
| Rekord olimpijski | Nadieżda Olizarenko   | ZSRR           | 1:53,43 | 27 lipca 1980(dts) | Moskwa    |

## Wyniki
| Poz. - pozycja |
| – rekord świata \| – rekord krajowy \| – rekord życiowy \| = – wyrównany rekord życiowy \| · – najlepszy wynik w sezonie \| = – wyrównany najlepszy wynik w sezonie \| – rekord olimpijski |
| Fn – falstart \| DNF – nie ukończyła \| DNS – nie wystartowała \| DSQ – zdyskwalifikowana                                                                                                  |

### Eliminacje
Rozegrano cztery biegi eliminacyjne. Do półfinałów awansowały po trzy najlepsze zawodniczki z każdego biegu (Q) oraz cztery z najlepszymi czasami spośród pozostałych (q).

#### Bieg 1
| Poz. | Zawodniczka        | Narodowość       | Rezultat | Uwagi |
| ---- | ------------------ | ---------------- | -------- | ----- |
| 1    | Inna Jewsejewa     | ZSRR             | 2:01,59  | Q     |
| 2    | Slobodanka Čolović | Jugosławia       | 2:01,80  | Q     |
| 3    | Shireen Bailey     | Wielka Brytania  | 2:02,36  | Q     |
| 4    | Sharon Powell      | Jamajka          | 2:03,49  |       |
| 5    | Montserrat Pujol   | Hiszpania        | 2:03,73  |       |
| 6    | Choi Se-beom       | Korea Południowa | 2:06,65  |       |
| 7    | Assumpta Achuo-Bei | Kamerun          | 2:07,10  |       |
| 8    | Christine Bakombo  | Zair             | 2:11,00  |       |

#### Bieg 2
| Poz. | Zawodniczka       | Narodowość        | Rezultat | Uwagi |
| ---- | ----------------- | ----------------- | -------- | ----- |
| 1    | Christine Wachtel | NRD               | 2:00,62  | Q     |
| 2    | Joetta Clark      | Stany Zjednoczone | 2:00,83  | Q     |
| 3    | Gabriela Lesch    | RFN               | 2:00,95  | Q     |
| 4    | Maite Zúñiga      | Hiszpania         | 2:00,98  | q     |
| 5    | Mary Burzminski   | Kanada            | 2:02,85  |       |
| 6    | Shiny Abraham     | Indie             | 2:03,26  |       |
| 7    | Maria Mutola      | Mozambik          | 2:04,36  |       |
| 8    | Sheila Seebaluck  | Mauritius         | 2:08,93  |       |

#### Bieg 3
| Poz. | Zawodniczka         | Narodowość        | Rezultat | Uwagi |
| ---- | ------------------- | ----------------- | -------- | ----- |
| 1    | Sigrun Wodars       | NRD               | 2:02,24  | Q     |
| 2    | Delisa Walton-Floyd | Stany Zjednoczone | 2:02,37  | Q     |
| 3    | Soraya Telles       | Brazylia          | 2:02,48  | Q     |
| 4    | Dalia Matusevičienė | ZSRR              | 2:02,57  | q     |
| 5    | Kirsty Wade         | Wielka Brytania   | 2:02,75  | q     |
| 6    | Maureen Stewart     | Kostaryka         | 2:08,17  |       |
| 7    | Laverne Bryan       | Antigua i Barbuda | 2:12,18  |       |
| –    | Sun Sumei           | Chiny             | DNS      |       |

#### Bieg 4
| Poz. | Zawodniczka         | Narodowość        | Rezultat | Uwagi |
| ---- | ------------------- | ----------------- | -------- | ----- |
| 1    | Kim Gallagher       | Stany Zjednoczone | 2:01,70  | Q     |
| 2    | Diane Edwards       | Wielka Brytania   | 2:01,79  | Q     |
| 3    | Nadieżda Olizarenko | ZSRR              | 2:01,81  | Q     |
| 4    | Letitia Vriesde     | Surinam           | 2:01,83  | q     |
| 5    | Hasiba Bu-l-Marka   | Algieria          | 2:03,33  |       |
| 6    | Renée Belanger      | Kanada            | 2:04,74  |       |
| –    | Rosa Colorado       | Hiszpania         | DNS      |       |

### Półfinały
Rozegrano dwa biegi półfinałowe. Do finału awansowały po cztery najlepsze zawodniczki z każdego biegu.

#### Bieg 1
| Poz. | Zawodniczka         | Narodowość        | Rezultat | Uwagi |
| ---- | ------------------- | ----------------- | -------- | ----- |
| 1    | Sigrun Wodars       | NRD               | 1:57,21  | Q     |
| 2    | Kim Gallagher       | Stany Zjednoczone | 1:57,39  | Q     |
| 3    | Slobodanka Čolović  | Jugosławia        | 1:58,49  | Q     |
| 4    | Maite Zúñiga        | Hiszpania         | 1:58,85  | Q     |
| 5    | Kirsty Wade         | Wielka Brytania   | 2:00,86  |       |
| 6    | Soraya Telles       | Brazylia          | 2:01,86  |       |
| 7    | Joetta Clark        | Stany Zjednoczone | 2:03,32  |       |
| 8    | Nadieżda Olizarenko | ZSRR              | 2:05,27  |       |

#### Bieg 2
| Poz. | Zawodniczka         | Narodowość        | Rezultat | Uwagi |
| ---- | ------------------- | ----------------- | -------- | ----- |
| 1    | Christine Wachtel   | NRD               | 1:58,44  | Q     |
| 2    | Delisa Walton-Floyd | Stany Zjednoczone | 1:58,82  | Q     |
| 3    | Inna Jewsejewa      | ZSRR              | 1:59,10  | Q     |
| 4    | Diane Edwards       | Wielka Brytania   | 1:59,85  | Q     |
| 5    | Gabriela Lesch      | RFN               | 1:59,95  |       |
| 6    | Shireen Bailey      | Wielka Brytania   | 1:59,94  |       |
| 7    | Dalia Matusevičienė | ZSRR              | 2:00,15  |       |
| 8    | Letitia Vriesde     | Surinam           | 2:02,34  |       |

### Finał
| Poz. | Zawodniczka         | Narodowość        | Rezultat |
| ---- | ------------------- | ----------------- | -------- |
| 1    | Sigrun Wodars       | NRD               | 1:56,10  |
| 2    | Christine Wachtel   | NRD               | 1:56,64  |
| 3    | Kim Gallagher       | Stany Zjednoczone | 1:56,91  |
| 4    | Slobodanka Čolović  | Jugosławia        | 1:57,50  |
| 5    | Delisa Walton-Floyd | Stany Zjednoczone | 1:58,70  |
| 6    | Inna Jewsejewa      | ZSRR              | 1:59,37  |
| 7    | Maite Zúñiga        | Hiszpania         | 1:59,72  |
| 8    | Diane Edwards       | Wielka Brytania   | 2:00,77  |